# Mimosa micropteris
Mimosa micropteris är en ärtväxtart som beskrevs av George Bentham. Mimosa micropteris ingår i släktet mimosor, och familjen ärtväxter. Inga underarter finns listade i Catalogue of Life.